# Claude Romain
Claude Romain est un acteur français né à Oran (Algérie française) le 3 juin 1928.

## Filmographie
- 1947 : La fleur de l'âge de Marcel Carné (film resté inachevé)
- 1949 : La Marie du port de Marcel Carné : Marcel Viau, le jeune coiffeur
- 1952 : Minuit quai de Bercy de Christian Stengel : José "Jo" Kieffer
- 1955 : La Lumière d'en face de Georges Lacombe : Barbette
- 1955 : Deux Anglais à Paris (To Paris with Love) de Robert Hamer
- 1955 : Deux Anglaises à Paris (To Paris with love) de Robert Hamer : Georges Duprez

## Théâtre
- 1949 : Haute Surveillance de Jean Genet, mise en scène Jean Marchat, Théâtre des Mathurins
- 1952 : Les Fous de Dieu de Friedrich Dürrenmatt, mise en scène Catherine Toth,  Théâtre des Noctambules